# نهر كلاغ
نهر كلاغ (بالملايوية: Sungai Klang)‏ هو نهر يتدفق عبر كوالالمبور وسلاغور في ماليزيا ويتدفق في النهاية إلى مضيق ملقا. حوالي 120 كيلومتر (75 ميل) ويصرف خلال حوض يبلغ حوالي 1,288 كيلومتر مربع (497 ميل2). يحتوي نهر كلاغ على 11 رافداً رئيسياً.
نظرًا لأن النهر يتدفق عبر وادي كلاغ، وهي منطقة مكتظة بالسكان يزيد عدد سكانها عن أربعة ملايين شخص، فهي ملوثة إلى حد كبير، بسبب الطمي العميق الناجم عن النفايات البشرية على ضفة النهر وحتى من بعض المؤسسات التجارية التي لا تحتوي على خزانات للصرف الصحي أو محطات معالجة مياه الصرف الصحي والتربة التي تنقلها التدفقات الطينية من الجبال. أدى التطور الهائل إلى تضييق بعض امتدادات النهر لدرجة أنه يشبه خزان تجميع كبير في بعض الأماكن. وهذا يساهم في حدوث فيضانات مفاجئة في كوالالمبور، خاصة بعد هطول أمطار غزيرة.